# Believe (entreprise)
Pour les articles homonymes, voir Believe.
Believe est une entreprise de musique numérique française. Elle possède plusieurs marques de distribution et des labels dont TuneCore, Groove Attack, Believe Distribution Services, AllPoints, Naïve, et Nuclear Blast.
Spécialisée dans la distribution du contenu numérique sur les plateformes de streaming, de téléchargement ainsi que sur d'autres types de supports comme les plateformes de divertissements, les médias sociaux, etc . Elle accompagne les labels et les artistes sur les différents volets de la promotion et de la distribution : marketing, gestion des droits, promotion, etc dans un contexte régional comme international.
L'entreprise est présente dans plus de 50 pays , en Europe, Amérique, en Asie et en Afrique. Believe est membre du Next 40.

## Historique
La société est fondée en 2005 par Denis Ladegaillerie, Arnaud Chiaramonti et Nicolas Laclias,. En 2008, Believe signe MC Solaar pour la distribution de son œuvre, dans le contexte de la renégociation de son contrat avec sa maison de disques.
En 2010, le label Believe Recordings signe son premier artiste.
Believe finalise, en 2015, l'acquisition entière de l’américain TuneCore, service de distribution pour les artistes indépendants. L’expansion de Believe a été alimentée par un investissement en capital de 60 millions de dollars, par Ventech, Technology Crossover Ventures (TCV) et XAnge,,.
En août 2016, la société rachète le label indépendant français Naïve Records pour un montant de 10 millions d'euros, cherchant ainsi à améliorer son catalogue, et relance en 2017 l'édition de nouveaux enregistrements sous forme de CD physiques par le label.
En 2017, Believe Recording devient Allpoints, et développe sa branche production avec le lancement de trois labels : All Points, Naïve et Animal 63.
En septembre 2018, Believe acquiert 49 % des parts du label indépendant français Tôt ou tard auprès de Wagram Music. En octobre 2018, Believe devient actionnaire majoritaire du label allemand Nuclear Blast. Toujours en 2018, Believe acquiert une participation de 49% dans Lili Louise Musique et fait l'acquisition de l'allemand Groove Attack GmbH, un des plus grands distributeurs indépendants en Europe ,.
L'entreprise développe des marchés spécialisés en musique numérique tels que la Russie et l’Inde,.
En 2019, Believe rachète Entco, spécialiste de la production d'événements en direct à Mumbai, et rebaptise la société « Believe Entertainment ». La même année l'entreprise fait l'acquisition de l'indien Encto.
Interviewé début octobre 2020, le PDG Denis Ladegaillerie annonce que Believe table sur une augmentation de 25 % de son chiffre d'affaires sur l'année. Pas affectée par la crise, l'entreprise Believe a néanmoins revu ses prévisions qui étaient initialement de 40%, du fait de la pandémie . En février, Believe et Nuclear Blast lancent Blood Blast, une offre de distribution consacrée aux musiques extrêmes, . En Turquie, Believe s'associe à l'une des plus importantes sociétés nationales de production et de distribution de musique : Doğan Music Company.
La société est introduite en bourse le 10 juin 2021 sur Euronext Paris,, et lève 300 millions d'euros.
En 2021, Believe prend une participation de 25 % dans Play Two, premier label de musique indépendant en France et filiale du Groupe TF1, et fait l'acquisition de Think Music, entreprise spécialisée dans les bandes originales de films d'Inde de Sud, ainsi que des participations dans Viva Music and Artists Group, basé aux Philippines. La même année, Believe fait l'acquisition de l'indien Venus Music, qu'elle renomme Ishtar, qui comprend notamment de célèbres bandes annonces de films de Bollywood.
En 2022, alors que les autres majors ont quitté le marché russe à la suite de l'invasion de l'Ukraine, elle y maintient ses activités, mais annonce cesser les relations avec les artistes et les labels russes sous sanctions internationales. Par ailleurs, Denis Ladegaillerie rappelle que si les artistes russes sont toujours présents sur les grandes plateformes, les investissements ainsi que le développement de Believe ont en effet été interrompus. Toujours en 2022, YouTube annonce la création de Creator Music en partenariat avec certains partenaires indépendants, dont Believe.
Sur l'année 2022, Believe dépasse le milliard d'euros de vente de musique en ligne.
En mars 2023, le groupe annonce l'acquisition de la plateforme technologique indépendante d’édition musicale Sentric, et lance le service Avant-Garde, le service d'accompagnement aux labels, artistes et producteurs dans les segments Rap, Afro, et R&B.
En Inde, Believe s'associe avec Panorama Music.

## Activités

### Labels et acquisitions en France
En France, l'entreprise compte les labels suivants : AllPoints, Animal 63 et Naïve. Parmi ses acquisitions, Believe a des parts dans les entités suivantes : Nuclear Blast, TuneCore, Play Two et Jo&Co.

## Artistes
Believe compte, ou a compté, dans son répertoire des artistes comme Jul , PNL et Naps, mais aussi S.Pri Noir, Djadja & Dinaz, Björk, Jeanne Added, Avishai Cohen, Izia , Arthur H, Gaël Faye, Pink Martini, Benjamin Biolay, Keren Ann, Vianney, Hoshi, etc.
En juillet 2022, Believe signe le Belge Fresh. En décembre 2022, Believe s'associe à DJ Bellek dans le cadre du développement du label Morning Glory.
À travers le monde, Believe accompagne plus d'un million d'artistes.

## Controverses
Believe a été accusé de copyright troll, en particulier sur YouTube, où la société a été accusée de revendiquer le droit d'auteur pour des œuvres qui sont soit libres de droit d'auteur, soit pour lesquelles elle ne possède pas les droits d’auteur,,.
Elle a également fait l'objet d'un procès fédéral à New York en 2020 au sujet d’une violation volontaire et à grande échelle du droit d'auteur.
Concernant le droit d'auteur et sa gestion par Believe : Believe soumet le contenu sous sa licence et disponible sur YouTube via l'algorithme Content ID, un système d'identification automatique de YouTube qui détecte les contenus protégés par le droit d'auteur sur la plateforme. Ainsi, si le système trouve une correspondance, une réclamation Content ID (Content ID claim) est appliquée au contenu correspondant.